# Martin Čater
Martin Čater, slovenski alpski smučar, * 20. december 1992,Celje. . 
Celjan Martin Čater je v sezoni 2015/16 postal slovenski državni prvak v veleslalomu in superveleslalomu. V svetovnem pokalu je debitiral 9. marca 2013 na Pokalu Vitranc, kjer je v veleslalomu odstopil. Prvo uvrstitev med dobitnike točk je dosegel 18. januarja 2014, ko je na smuku v Wengnu osvojil 30. mesto. 26. januarja 2014 je prvič dosegel točke na kombinaciji v Kitzbühlu z 29. mestom, 5. decembra 2015 pa še na superveleslalomu v Beaver Creeku z 18. mestom. Prvič se je uvrstil v deseterico 13. januarja 2017 na kombinaciji v Wengu z devetim mestom, 26. februarja 2017 je na superveleslalomu v Kvitfjellu osvojil šesto mesto.
Svoj daleč najboljši rezultat je dosegel 13. decembra 2020, ko je s številko 41 zmagal na smukaški tekmi svetovnega pokala v Val d'Isère.

## Kariera

### Sezonske lestvice
| Leto | Starost | Skupni seštevek | Slalom | Veleslalom | Superveleslalom | Smuk | Alpska kombinacija |
| ---- | ------- | --------------- | ------ | ---------- | --------------- | ---- | ------------------ |
| 2014 | 21      | 145.            | -      | -          | -               | 55.  | 40.                |
| 2015 | 22      | 137.            | -      | -          | -               | -    | 30.                |
| 2016 | 23      | 112.            | -      | .          | 39.             | -    | 36.                |
| 2017 | 24      | 67.             | -      | -          | 26.             | 46.  | 12.                |
| 2018 | 25      | 49.             | -      | -          | 27.             | 30.  | 13.                |
| 2019 | 26      | 66.             | -      | -          | 33.             | 27.  | 20.                |
| 2020 | 27      | 75.             | -      | -          | 36.             | 50.  | 14.                |
| 2021 | 28      | 59.             | -      | -          | 50.             | 16.  | -                  |

### Top 10 uvrstitve
| Sezona | Kraj        | Disciplina         | Mesto |
| ------ | ----------- | ------------------ | ----- |
| 2017   | Wengen      | Alpska kombinacija | 9.    |
| 2017   | Kvitfjell   | Superveleslalom    | 6.    |
| 2018   | Bormio      | Alpska kombinacija | 7.    |
| 2019   | Wengen      | Smuk               | 8.    |
| 2020   | Wengen      | Alpska kombinacija | 6.    |
| 2021   | Val d'Isere | Smuk               | 1.    |

### Rezultati svetovnih prvenstev
| Leto | Starost | Slalom | Veleslalom | Superveleslalom | Smuk | Alpska kombinacija |
| ---- | ------- | ------ | ---------- | --------------- | ---- | ------------------ |
| 2015 | 22      | -      | -          | 29.             | 25.  | 20.                |
| 2017 | 24      | -      | ODSTOP1    | 17.             | -    | 13.                |
| 2019 | 26      | -      | -          | 13.             | -    | -                  |
| 2021 | 28      | -      | -          | 25.             | -    | -                  |

### Rezultati Olimpijskih iger
| Leto | Starost | Slalom | Veleslalom | Superveleslalom | Smuk | Alpska kombinacija |
| ---- | ------- | ------ | ---------- | --------------- | ---- | ------------------ |
| 2018 | 28      | -      | ODSTOP1    | ODSTOP          | 19.  | ODSTOP2            |